# Cantone di Cosne-Cours-sur-Loire
Il Cantone di Cosne-Cours-sur-Loire è una divisione amministrativa dell'Arrondissement di Cosne-Cours-sur-Loire.
È stato costituito a seguito della riforma approvata con decreto del 18 febbraio 2014, che ha avuto attuazione dopo le elezioni dipartimentali del 2015.

## Composizione
Comprende i seguenti 7 comuni:
- Alligny-Cosne
- La Celle-sur-Loire
- Cosne-Cours-sur-Loire
- Myennes
- Pougny
- Saint-Loup
- Saint-Père